# Aalbeke
Aalbeke är en ort i Belgien.   Den ligger i provinsen Västflandern och regionen Flandern, i den västra delen av landet, 80 kilometer väster om huvudstaden Bryssel. Aalbeke ligger 39 meter över havet och antalet invånare är 2 953.
Terrängen runt Aalbeke är platt. Runt Aalbeke är det mycket tätbefolkat, med 1 056 invånare per kvadratkilometer.. Närmaste större samhälle är Mouscron, 4,1 kilometer söder om Aalbeke.
Trakten runt Aalbeke består till största delen av jordbruksmark.